# Piaskownica zwyczajna
Piaskownica zwyczajna (Calamagrostis arenaria (L.) Roth) – gatunek rośliny z rodziny wiechlinowatych. Jako gatunek rodzimy występuje na wydmach nadmorskich Europy, południowo-zachodniej Azji i północnej Afryki. Ponadto zawleczony do południowej Afryki, Australii i na oba kontynenty amerykańskie. W Polsce na naturalnych stanowiskach rośnie na wybrzeżu, w głębi kraju jest wysiewana na piaskach. Na nadmorskich wydmach jest częsta.

## Morfologia

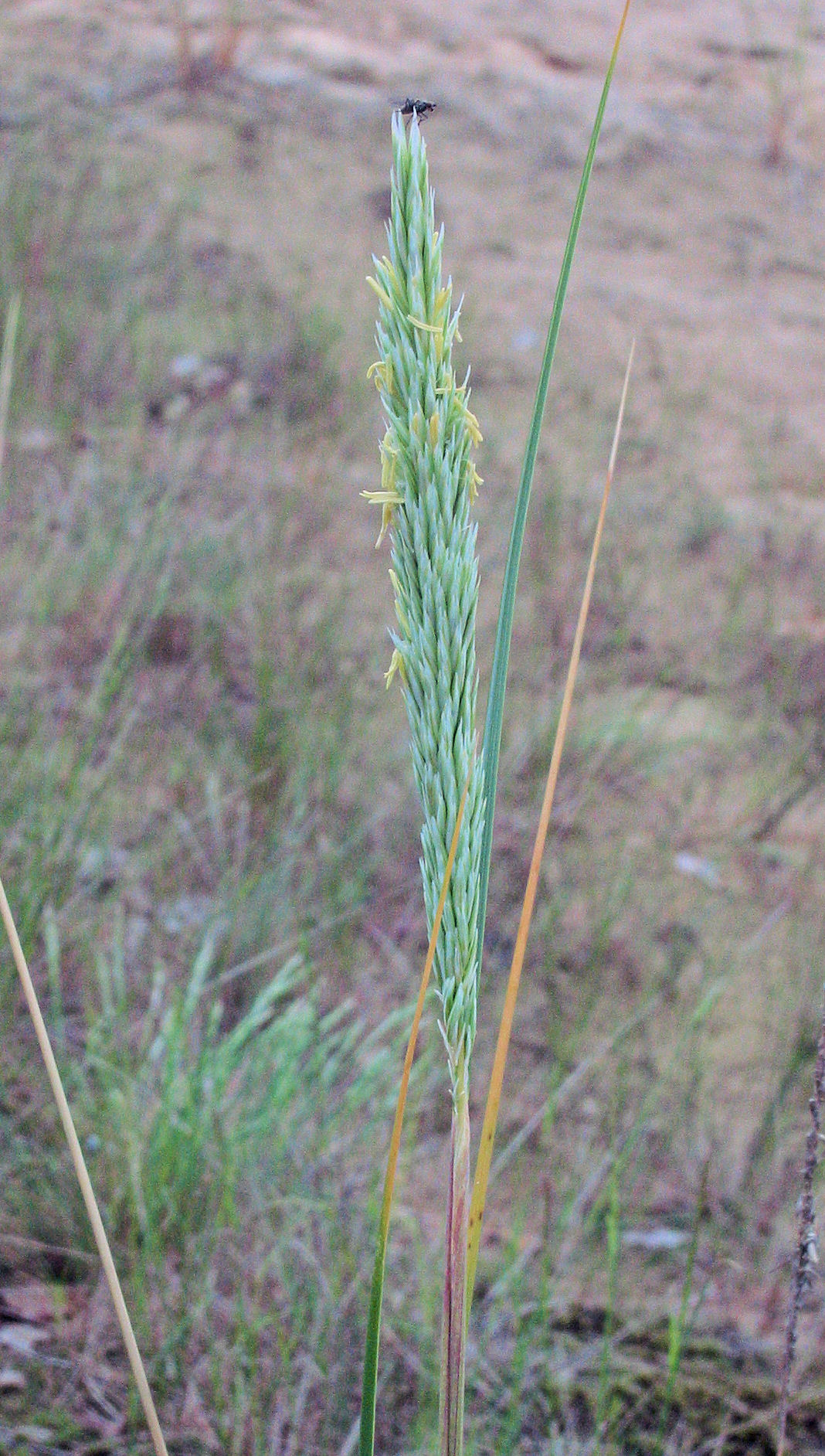
Kwiatostan

PokrójSzarozielona trawa kępkowa.
ŁodygaGładkie źdźbło do 1 m wysokości.
LiściePochwy liściowe nieco szorstkie. Blaszki szydłowato zwinięte, gładkie, nagie, tylko na nerwach krótko owłosione. Języczek liściowy wąski, rozdwojony, długości 2–3 mm.
KwiatyZebrane w żółtobiałe kłoski, te z kolei zebrane w kłosokształtną, wałkowatą, zwężoną z obu końców wiechę długości 10–20 cm. W kłosku znajdują się dwie lancetowate, ostre i nierówne plewy, długości 10–12 mm (dolna jest mniejsza od górnej). Plewki krótko owłosione. Plewka dolna z dwoma ząbkami na szczycie. Oś kłoska u podstawy plewki dolnej posiada dość długie włoski.
Gatunki podobnePiaskownica krótkoszyjkowa.

## Biologia i ekologia
Bylina, hemikryptofit. Rośnie na wydmach nadmorskich. Kwitnie od czerwca do sierpnia. Gatunek charakterystyczny związku Ammophilion borealis. Ma bardzo długie korzenie zakotwiczające ją w podłożu. Młode rośliny wyrastają z podziemnych rozłogów. Roślina broni się przed zasypaniem rosnąc bardzo szybko w górę i wypuszczając nowe rozłogi. Dzięki rozbudowanemu systemowi korzeniowemu jest rośliną stabilizującą piaski.

## Zmienność
Gatunek zróżnicowany na dwa podgatunki:
- Ammophila arenaria subsp. arenaria – występuje w całym zasięgu gatunku
- Ammophila arenaria subsp. australis (Mabille) M.Laínz – rośnie w Europie, południowo-zachodniej Azji i Afryce

Tworzy mieszańce z trzcinnikiem piaskowym Calamagrostis epigeios – trzcinnikownicę nadbrzeżną Calamagrostis × baltica.
|  |  |  |